# شهرستان برایتون، پنسیلوانیا
شهرستان برایتون (به انگلیسی: Brighton Township) یک منطقهٔ مسکونی در ایالات متحده آمریکا است که در شهرستان بیور، پنسیلوانیا واقع شده است.  جمعیت در  سرشماری ۲۰۲۰ ۸۷۹۱ نفر بود. بخشی از منطقه پیتسبرگ بزرگ است.